# Rodeneck
Rodeneck ([ˈrodɛnɛk]; italienisch Rodengo) ist eine Gemeinde mit 1291 Einwohnern (Stand 31. Dezember 2023) in Südtirol (Italien), nordöstlich von Brixen.

## Geographie

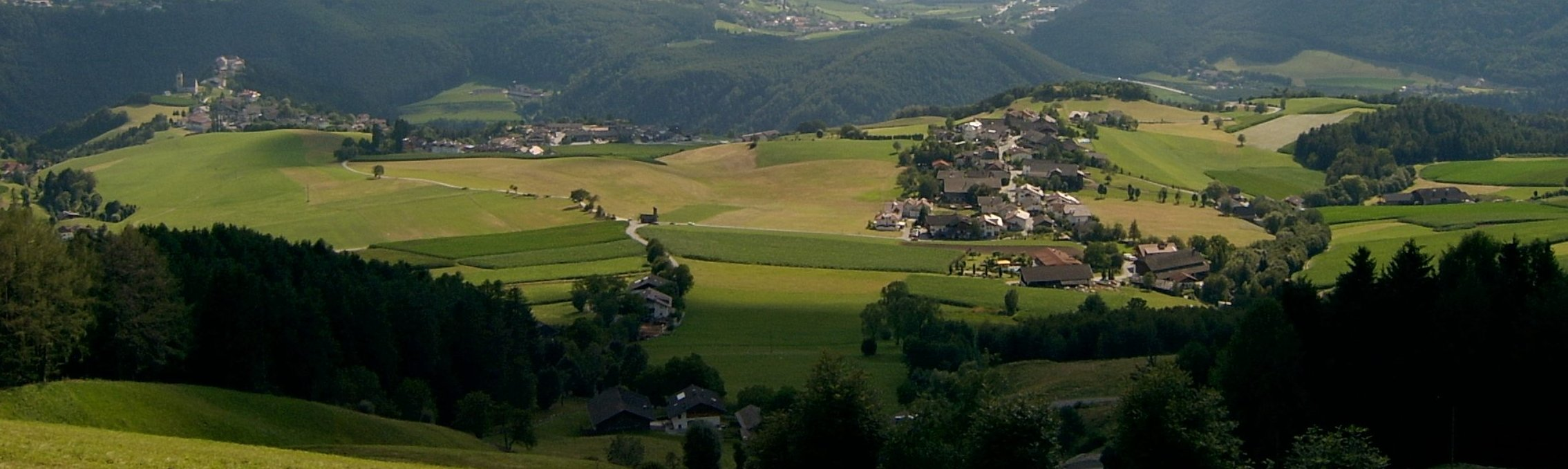
Blick über Rodeneck von der Straße auf die Rodenecker Alm aus

### Lage
Das Siedlungsgebiet der Gemeinde Rodeneck liegt in Höhenlagen zwischen 750 und 1500 m verstreut auf einer Mittelgebirgsterrasse östlich über dem Übergang vom Pustertal ins Eisacktal. In landeskundlichen Beschreibungen wird die Gemeinde dementsprechend mal der einen, mal der anderen Talschaft zugerechnet; aufgrund ihrer Nähe zu Brixen ist sie jedoch der modernen Bezirksgemeinschaft Eisacktal zugeteilt. Im Westen wird Rodeneck vom Unterlauf der Rienz und dem Mühlbacher Stausee begrenzt. Im Osten steigt das Gemeindegebiet zum Bergkamm an, der die Rodenecker Alm trägt und den Lüsner Bergen, einer Untergruppe der Dolomiten, zugerechnet wird. Dort erreicht Rodeneck knapp unter dem Astjoch auf rund 2100 m seinen höchsten Punkt.

### Gliederung
Rodeneck besteht aus sieben Fraktionen. Im Hauptort Vill (885 m; ca. 500 Einwohner) befinden sich Grundschule und Kindergarten, Rathaus und Bibliothek, das Mehrzweckgebäude „Haus Konrad von Rodank“ und das Feuerwehrhaus, Widum und Pfarrkirche, eine Bank und ein Gewerbegebiet sowie die Hauptsehenswürdigkeit, das Schloss Rodenegg.
Durch eine Art Ringstraße mit Vill verbunden und jeweils ca. 1 Kilometer vom Hauptort entfernt finden sich das Haufendorf Gifen (1000 m; ca. 100 Einwohner), das Straßendorf Nauders (980 m; ca. 250 Einwohner) sowie das aus einem kleinen Ortskern und verstreuten Gehöften bestehende St. Pauls (860 m; ca. 100 Einwohner). Zwischen Vill und Gifen zweigt die Straße ab, die nach Spisses führt (ca. 80 Einwohner), eine sich südöstlich zum Ausgang des Lüsner Tals hin erstreckende Streusiedlung. Von Nauders aus führt eine Bergstraße hinauf zu den Bergweilern Ahnerberg (ca. 40 Einwohner) und Fröllerberg (ca. 70 Einwohner).

### Verkehr
Die Hauptzufahrt nach Rodeneck erfolgt von Mühlbach aus, wo die gut ausgebaute Landesstraße 32 von der Pustertaler Staatsstraße abzweigt, um zu der Rodenecker Siedlungsterrasse aufzusteigen. Eine weitere Zufahrt ergibt sich von Lüsen aus, mit dem Rodeneck durch eine schmale, bis nahe an die Rodenecker Alm hinaufführende Bergstraße verbunden ist.

## Geschichte

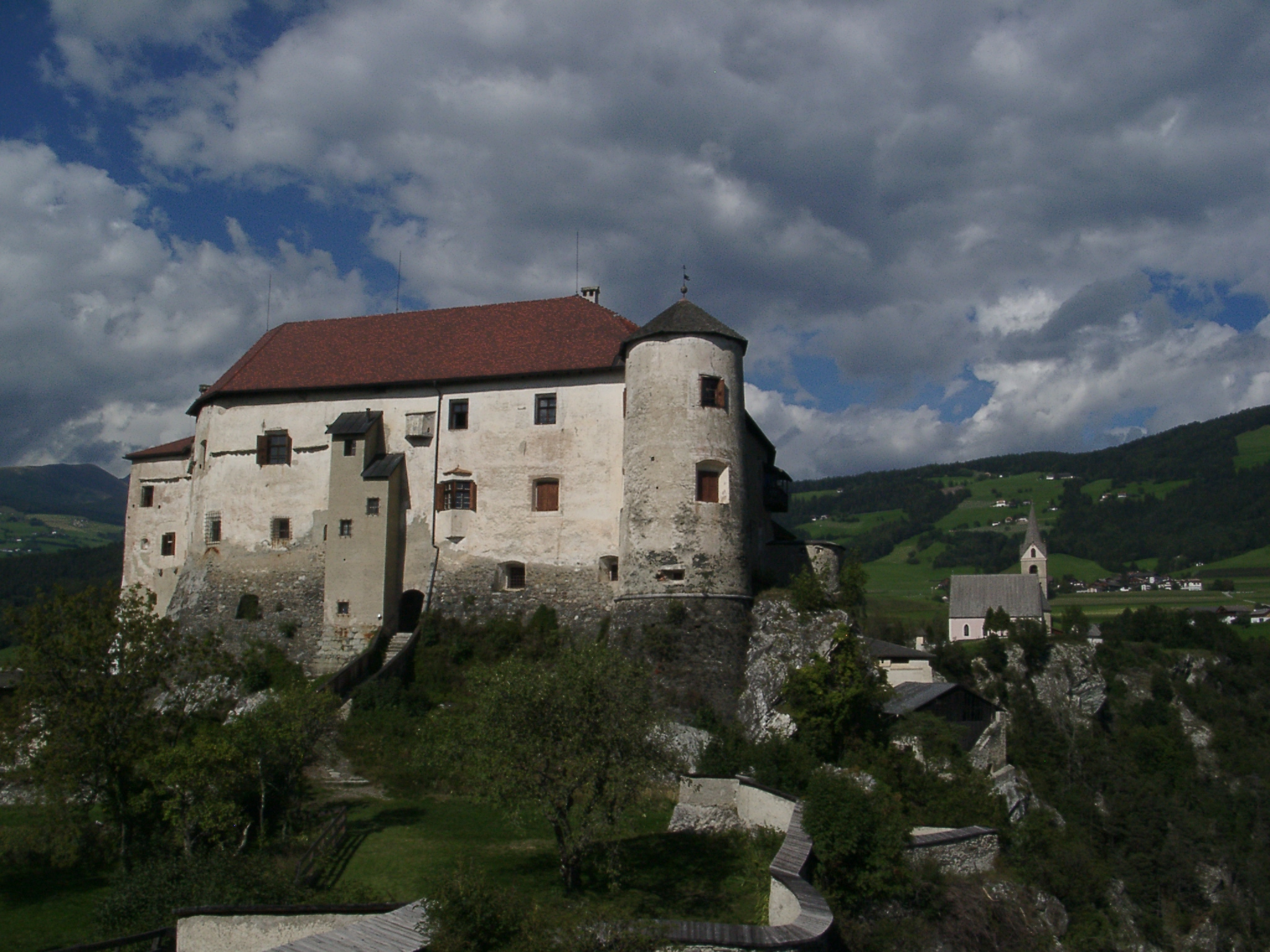
Schloss Rodenegg

Rodenecker Orts- und Hofnamen weisen auf eine prähistorische bzw. rätische Besiedelung hin. Gestützt wird diese These auch durch den Fund von Resten von Wallburgen, die in die mittlere Bronzezeit zurückreichen (ca. 1500 v. Chr.). Spuren von Jägerrastplätzen (ortsfremde Silex- und Bergkristallsplitter) auf der Rodenecker Alm stammen gar aus der Mittelsteinzeit (ca. 5000 v. Chr.).
Urkundlich wird die Ansiedlung erstmals als Rotungun um 1050–1065 im Traditionsbuch des Hochstifts Brixen erwähnt (als Ort von Schenkungen an den Bischof). Es kann ahd. rodungun ‚bei der Rodung‘ zugrunde liegen. Sie tritt dann jahrhundertelang in verschiedenen Wortwandlungen auf; der Name wird in der heutigen Form erstmals 1314 genannt. Rodeneck erlangte als eigene Gerichtsherrschaft weit über die Ortsgrenzen hinaus an Bedeutung. Als Burgfrieden von Schloss Rodenegg war die Geschichte des Ortes stets eng mit dem Schicksal der Burg Rodenegg verknüpft; die Einwohner waren verpflichtet, für den Unterhalt des Burgherrn und die Erhaltung der Burg zu sorgen, und genossen dafür ihrerseits so manche (v. a. steuerliche) Vorrechte.
Seit Beginn des 19. Jahrhunderts wurde Rodeneck als eigenständige Gemeinde geführt, die seit 1822 ein Gemeindevorsteher verwaltete. Schwere Zeiten durchlebte der Ort im Ersten Weltkrieg und in den darauf folgenden Jahren des Faschismus und der rücksichtslosen Italianisierung. Dabei verlor die Gemeinde 1929 auch ihre Selbstverwaltung und wurde der Gemeinde Mühlbach zugeschlagen. Erst 1956 erlangte man nach langem Ringen wieder die Eigenständigkeit zurück.
Die Verfachbücher des Gerichtes Rodeneck befinden sich im Südtiroler Landesarchiv (Zeitraum 1528–1850).

## Politik

### Bürgermeister
Bürgermeister seit 1956:
- Leo Rastner: 1956–1969
- Franz Amort: 1969–1970
- Anton Faller: 1970–1974
- Franz Mutschlechner: 1974–1985
- Anton Faller: 1985–1990
- Gottfried Silgoner: 1990–2005
- Klaus Faller: 2005–2020
- Helmut Achmüller: seit 2020

### Wappen
Das Gemeindewappen von Rodeneck zeigt in blauem Schild einen silber/weißen, allseits randständigen Sparren. Es ist identisch mit dem Wappenschild der Erbauer und Herren von Burg Rodank bzw. Rodenegg.

### Partnerschaften
- Mainz-Finthen, Stadtteil von Mainz (Deutschland, Rheinland-Pfalz)
- Gnadenwald in Nordtirol

## Bevölkerung

### Einwohnerentwicklung
Die Gemeinde hat heute rund 1200 Einwohner, eine Zahl, die sich in den letzten 200 Jahren nur geringfügig geändert hat. So waren 1821 schon 933 Einwohner gemeldet, 1900 waren es 746, im Jahr 1961 893, bei der Volkszählung 1991 schließlich 1031 und um die Jahrtausendwende erstmals über 1100.

### Sprachgruppen
Rodeneck ist gemäß den erhobenen Sprachgruppenzugehörigkeitserklärungen bzw. Sprachgruppenzuordnungserklärungen eine weitgehend deutschsprachige Gemeinde. Als Berechnungsgrundlage der folgenden Prozentwerte wurden die gültigen Erklärungen von Personen mit italienischer Staatsbürgerschaft herangezogen.
| Sprache     | 1981    | 1991    | 2001    | 2011    | 2024    |
| ----------- | ------- | ------- | ------- | ------- | ------- |
| Deutsch     | 99,89 % | 99,70 % | 99,64 % | 99,65 % | 98,86 % |
| Italienisch | 0,11 %  | 0,30 %  | 0,18 %  | 0,26 %  | 0,98 %  |
| Ladinisch   | 0,00 %  | 0,00 %  | 0,18 %  | 0,09 %  | 0,16 %  |

## Bildung
Die öffentlichen Bildungseinrichtungen der Gemeinde konzentrieren sich auf den Hauptort Vill. Dort gibt es einen Kindergarten und eine Grundschule für die deutsche Sprachgruppe.

## Kultur und Sehenswürdigkeiten
- Schloss Rodenegg
- Rodenecker Alm

## Persönlichkeiten
- Konrad von Rodank (1140–1216), 1178–1200 Propst von Neustift, 1197–1200 Propst von Gurk, 1200–1216 Bischof von Brixen
- Michael von Wolkenstein-Rodenegg (um 1460–1523), Rat und Hofmeister von Kaiser Maximilian I.
- Georg Ulrich von Wolkenstein-Rodeneck (1598–1663), kaiserlicher Diplomat
- Christian Peintner d. Ä. (um 1603–1686), Tiroler Gastwirt und Gerichtsanwalt, Vorfahre mehrerer Rittergeschlechter
- Hans Widmann (* 1948), langjähriger SVP-Kammerabgeordneter
- Anton Blasbichler (* 1972), mehrfacher Naturbahnrodel-Weltmeister
- Marion Oberhofer (* 2000), Rennrodlerin